# Satrup
Satrup is een dorp in de Duitse gemeente Mittelangeln in de deelstaat Sleeswijk-Holstein. Op 1 maart 2013 werd de tot dan toe zelfstandige gemeente met Havetoftloit en Rüde samengevoegd tot de nieuwe gemeente Mittelangeln.